# Tour Poitou-Charentes en Nouvelle-Aquitaine
Die Tour Poitou-Charentes en Nouvelle-Aquitaine ist ein Radrennen im Westen Frankreichs. Die Rundfahrt führt in fünf Etappen durch die ehemalige Region Poitou-Charentes (seit 2016 Teil der Region Nouvelle-Aquitaine).
Das Rennen wurde 1987 für Amateure veranstaltet. 1988 wurde das Rennen „Open“ und zwischen 1991 und 1994 als Profirennen ausgetragen. Nach Einführung der Einheitslizenz im Jahr 1995 wird das Rennen als Eliterennen im internationalen Kalender geführt. Die Rundfahrt ist seit 2005 Teil der UCI Europe Tour und hat die UCI-Kategorie 2.1.

## Sieger
| Jahr | Sieger             | Zweiter               | Dritter                           |
| ---- | ------------------ | --------------------- | --------------------------------- |
| 1987 | Jean-Louis Conan   | Marc Poncel           | Nicolas Dubois                    |
| 1988 | Pascal Peyramaure  | André Urbanek         | Jacques Decrion                   |
| 1989 | Pawel Tonkow       | Thierry Lezin         | Romes Fanawissowitsch Gainetdinow |
| 1990 | Juri Manuilow      | Vadim Chabalkine      | Arvi Tammesalu                    |
| 1991 | Kim Andersen       | Christophe Manin      | Artūras Kasputis                  |
| 1992 | Pascal Lance       | Laurent Bezault       | Eddy Seigneur                     |
| 1993 | Thierry Marie      | François Simon        | Francis Moreau                    |
| 1994 | Philippe Gaumont   | Hervé Boussard        | Frédéric Laubier                  |
| 1995 | Nicolas Aubier     | Arnaud Prétot         | Laurent Roux                      |
| 1996 | Eddy Seigneur      | Jacky Durand          | Emmanuel Magnien                  |
| 1997 | Joaquim Andrade    | Stéphane Barthe       | Uwe Peschel                       |
| 1998 | Lauri Aus          | David Millar          | Marc Streel                       |
| 1999 | Christophe Moreau  | Jean-Cyril Robin      | Lauri Aus                         |
| 2000 | Floyd Landis       | Peter Wrolich         | Marcel Gono                       |
| 2001 | Jens Voigt         | Iwajlo Gabrowski      | Lauri Aus                         |
| 2002 | Guido Trentin      | Sylvain Chavanel      | Nicolas Jalabert                  |
| 2003 | Jens Voigt         | Sylvain Chavanel      | Jørgen Bo Petersen                |
| 2004 | Stéphane Barthe    | Ronald Mutsaars       | Jimmy Engoulvent                  |
| 2005 | Sylvain Chavanel   | Christophe Moreau     | Linas Balčiūnas                   |
| 2006 | Sylvain Chavanel   | Rick Flens            | Jussi Veikkanen                   |
| 2007 | Thomas Voeckler    | Émilien-Benoît Bergès | Lars Boom                         |
| 2008 | Benoît Vaugrenard  | Kevyn Ista            | Florian Morizot                   |
| 2009 | Gustav Larsson     | Brett Lancaster       | David Le Lay                      |
| 2010 | Jimmy Engoulvent   | Dominique Rollin      | Martin Elmiger                    |
| 2011 | Jesse Sergent      | Alex Dowsett          | Michał Kwiatkowski                |
| 2012 | Luke Durbridge     | Jérémy Roy            | László Bodrogi                    |
| 2013 | Thomas Voeckler    | Jesús Herrada         | Michail Borissowitsch Ignatjew    |
| 2014 | Sylvain Chavanel   | Svein Tuft            | Cyril Lemoine                     |
| 2015 | Tony Martin        | Adriano Malori        | Jonathan Castroviejo              |
| 2016 | Sylvain Chavanel   | Wilco Kelderman       | Nélson Oliveira                   |
| 2017 | Mads Pedersen      | Jonathan Castroviejo  | Jempy Drucker                     |
| 2018 | Arnaud Démare      | Sylvain Chavanel      | Yoann Paillot                     |
| 2019 | Christophe Laporte | Tony Gallopin         | Niki Terpstra                     |
| 2020 | Arnaud Démare      | Josef Černý           | Joey Rosskopf                     |
| 2021 | Connor Swift       | Bruno Armirail        | Morten Hulgaard                   |
| 2022 | Stefan Küng        | Kévin Vauquelin       | Pierre Latour                     |
| 2023 | Søren Wærenskjold  | Bruno Armirail        | Mirco Maestri                     |
| 2024 | Søren Wærenskjold  | Fredrik Dversnes      | Samuel Leroux                     |
| 2025 |                    |                       |                                   |